# Susanne Wenger
Pour les articles homonymes, voir Wenger.

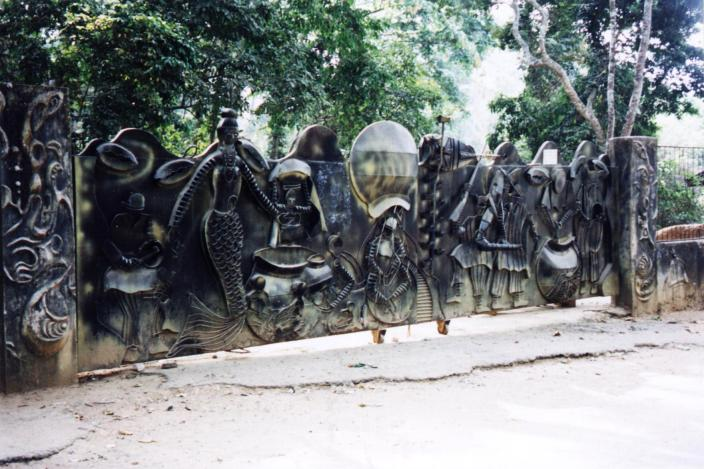
Temple de la forêt sacrée d'Osun

Susanne Wenger MFR, aussi connue comme Adunni Olorisha, née le 4 juillet 1915 et morte le 12 janvier 2009, est une artiste autrichienne qui a résidé au Nigeria. Son objectif principal est la préservation de la culture Yoruba et elle a fondé une coopérative d'artistes à Oshogbo. La forêt sacrée d'Osun qu'elle aide à sauver de la destruction est classée au patrimoine mondial de l'UNESCO.

## Biographie
Susanne Wenger naît de parents suisses et autrichiens à Graz le 4 juillet 1915. Elle suit les cours de l'École d'Arts Appliqués à Graz et étudie à l'Académie des beaux-arts de Vienne aux côtés, entre autres, d'Herbert Boeckl.
À partir de 1946, Wenger est une employée du magazine communiste pour enfants Notre Journal, dont elle conçoit la couverture de la première édition. En 1947, elle co-fonde le Art Club (de) de Vienne. Après avoir vécu en Italie et en Suisse en 1949, elle se rend à Paris, où elle rencontre son futur mari, le linguiste Ulli Beier. Cette même année, Beier obtient un poste de phonéticien à Ibadan, au Nigeria. Le couple se marie à Londres et émigre au Nigeria. Le couple déménage d'Ibadan pour s'installer au village de Ede l'année suivante. 
Wenger contracte la tuberculose au Nigeria. Après cette maladie, dont elle est guérie par une herbaliste Yoruba,  elle se tourne vers la religion Yoruba et devient plus tard une prêtresse Yoruba. Elle est attirée par la religion Yoriba après sa rencontre avec un prêtre de la religion Orisa.
Ulli Beier crée le magazine littéraire Black Orpheus, et Susanne Wenger réalise les couvertures des premiers numéros, qui sont des gravures sur bois de couleurs vives.
Wenger et Beier divorcent, et Wenger épouse plus tard le batteur local Ayansola Oiru en 1959. À cette date Wenger est active dans le renouveau de la religion. Elle est la fondatrice  de l'école d'art Nouvel Art Sacré et devient la gardienne de la forêt Sacrée d'Osun sur les rives de la rivière Osun (en) à Oshogbo,.
Wenger meurt le 12 janvier 2009 à l'âge de 93 ans à Oshogbo.

## Hommages et postérité
Les sculptures de la forêt sacrée d'Osun, placées là à partir de la fin des années 1950, ont été créées par ses partisans et les artistes locaux et appartiennent au Patrimoine Mondial de l'UNESCO depuis 2005. 
En 2005, le gouvernement nigérian l'admet tant que membre de l'Ordre de la République fédérale.
Pour son engagement en faveur de  la culture Yoruba, elle reçoit un titre et une chefferie à Oshogbo de la part de l'Ataoja d'Oshogbo.

## Rétrospectives
- 1995 : Rétrospective pour son 80e anniversaire, Minoritenkirche Stein an der Donau (Krems an der Donau)
- 2004 : On a holy river in Africa, Kunsthalle Krems
- 2006 : Susanne Wenger - life with the gods of Africa, musée de la ville de Graz
- 2016 : Between the Sweet Water and the Swarm of Bees: A Collection of Works by Susanne Wenger, Le Michael C. Carlos Museum à l'Université d'Emory, Atlanta